# Henrik Hajós
Henrik Hajós (* 21. Juli 1886 als Henrik Guttmann in Budapest, Königreich Ungarn; † 2. Juni 1963 ebenda) war ein ungarischer Schwimmer und Fußballspieler.

## Karriere
Hajós war ab 1903 Schwimmer und Fußballspieler bei MTK Budapest und ab 1910 des 33 FC. Er nahm 1906 an den Olympischen Zwischenspielen in Athen teil. Hier gewann er mit der ungarischen Staffel über 4 × 250 m Freistil Gold. Zwei Jahre später war Hajós auch Teilnehmer der Olympischen Sommerspiele in London. Im Wettbewerb über 100 m Freistil scheiterte er im Vorlauf, über 400 m Freistil erreichte er das Halbfinale. Für die Disziplin 1500 m Freistil war der Schwimmer ebenfalls gemeldet, trat aber nicht an. Auf nationaler Ebene errang Hajós zwischen 1905 und 1911 ungarische Meistertitel über unterschiedliche Distanzen. 1912 beendete er seine aktive Sportlerkarriere. Nach dem Ersten Weltkrieg lebte der Ungar einige Jahre in Wien und arbeitete als Büroangestellter in einer Firma. Später ging er zurück nach Ungarn und lebte ab den 1940er Jahren in Sashalom.
Henrik Hajós war der jüngere Bruder des Architekten und Sportlers Alfréd Hajós.